# 村上玄水

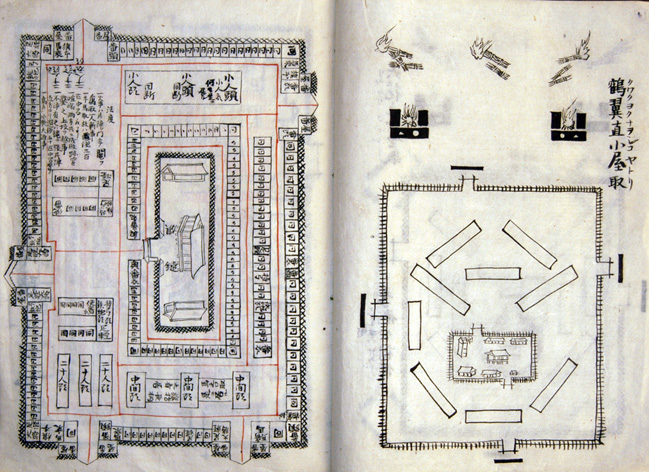
『軍法極秘傳書』の陣の図（村上医家史料館所蔵）

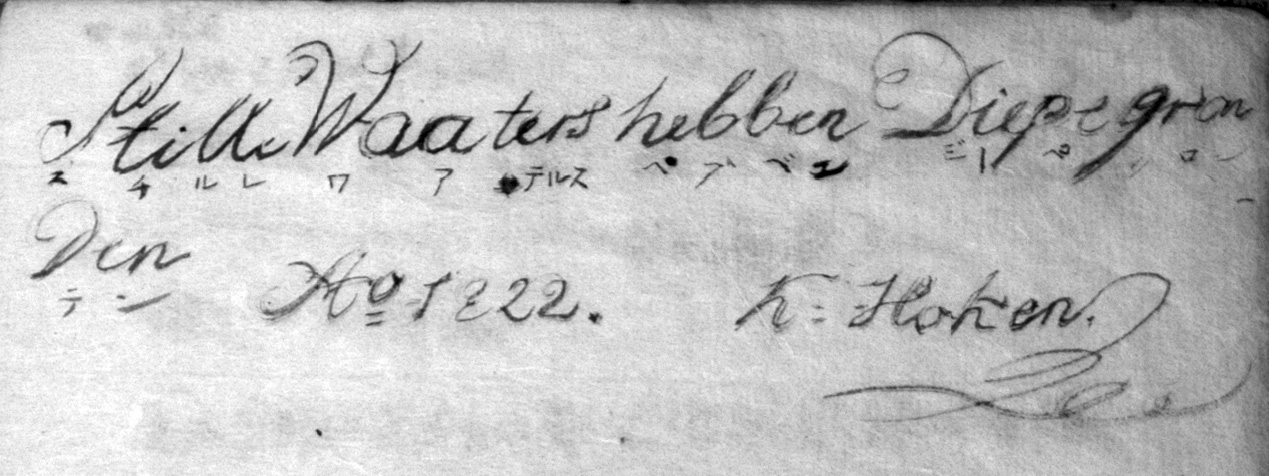
玄水の「草稿」に見られるオランダのことわざ「Stille Waters hebben Diepgang Den Ao 1822 K. Hoken」（静かな川は底が深い、つまり静かな人は意外に深い知識を持っているものだ。「K. Hoken」は著名な蘭学者桂川甫賢。

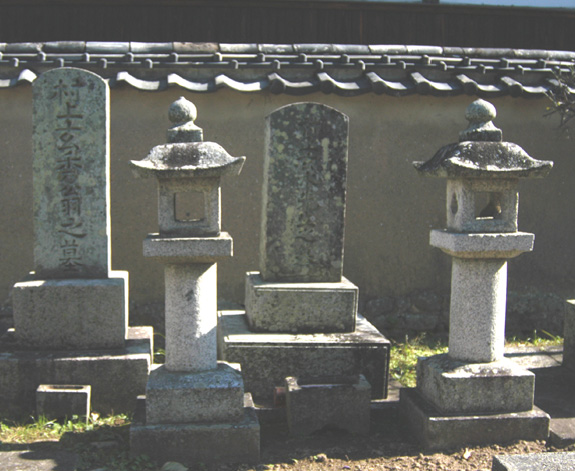
村上玄水の墓石（中津市、東林寺）

村上 玄水（むらかみ げんすい、天明元年（1781年） - 天保14年7月4日（1843年7月30日））は、豊前国中津藩の藩医、蘭学者。藩の許しを得て、九州2番目の人体解剖を行い、近代医学の発展に貢献した。

## 生涯
村上玄水（諱は卓、字は玄立のち玄水）は天明元年（1781年）、豊前国中津藩で御典医・村上玄秀の長男として生まれた。幼年期や青年期に関する情報はあまり多くない。彼は寛政8年（1796年）に進脩館に入り、倉成龍渚（りゅうしょ）及び野本雪巌（せつがん）の指導を受けた。当時の資料として、漢詩（七言絶句）の写本が若き玄水の意欲を示している。
玄水は寛政10年（1798年）、久留米へ赴き、久留米藩の儒官・梯隆恭（かけはし たかやす）に入門する。ここでは彼は特に兵法・軍学を学んだ。中津市の村上史料館に伝わる資料から、玄水が非常に真剣にこれらの学問と取り組んだことがうかがわれる。数巻からなる写本「軍法極秘傳書」の中に、詳細な陣の図や兵法作戦図などが多数見られる。梯隆恭の教えは「武候全書口訣」や「戦法秘伝口訣」にまとめられているが、これらの資料には西洋の影響は見られない。また、玄水が所有していた師範の著書『孫子提要』からは、これが主に古兵法に新たに手を加えたものであったことがわかる。
久留米は長崎街道沿いにあった。オランダ東インド会社の商館長一行は久留米を経由して小倉へ行き、そこからさらに江戸へと向かった。もしかしたらここで玄水が、町を通過する出島商館長レオポルド・ウィレム・ラスやウィレム・ワルデナール、あるいは蘭日辞書の編纂で有名なヘンドリック・ドゥーフらを見ていたかもしれない。また久留米にいれば長崎からやって来る人と話す機会はいくらもあった。玄水が後に蘭学に示した興味が、この時期に育まれていったことは間違いないと思われる。
文化3年（1806年）、玄水は中津へ帰還する。この年、安芸国宮島出身の 中井亀助（厚沢、1778年 - 1832年）が長崎遊学からの帰路、中津を訪れた。厚沢は玄水に西洋の解剖学（「内景方説」）について語り、多大な影響を与えたようだ。玄水は家督を継ぎ、医業の道へ進む決心をする。
玄水は非常に優秀だった。文化8年（1811年）3月には、中津藩の御典医（外局）になっている。2ヶ月後、中津で疱瘡が流行したとき、玄水は非常によく働いたようで、銀百疋を賜っている。当時、中津藩ではいくつかの動きが見られた。蘭学を奨励していた藩主奥平昌高（まさたか）の命により、文化7年（1810年）、日蘭辞書『蘭語訳撰』が刊行された。昌高は次男昌暢（まさのぶ）に家督を譲った後も、たびたび藩の政治に携わった。
文化9年（1812年）11月、玄水は近習医師に任ぜられる。しかしそれ以降何年かは情報がない。後の文化15年（1818年）3月に、父・村上玄秀（華林堂）が73歳で死去、37歳の玄水は7代目として跡を継ぐことになり（元水自身は六祖を名乗っている）、それにより彼は九州の医学史に名を残すことになった。
翌年の文政2年（1819年）3月7日、21〜22歳の強壮な男性が中津藩刑場「長浜」で処刑された。玄水は人体解剖を願い出て、許された。死体は桶に入れられ、翌朝まで見張りがつけられた。天候の影響を避けるため、二間四方に葦の屋根が設けられ、解剖場は垣で囲まれた。翌朝、中津藩を始め、筑前、肥前などから57人の医師が集まった。見学者の数や国許から、この解剖がかなり前から計画され、昌高公の支持があったことが推測される。
解剖は3月8日の朝に始まり、同日夕方まで続いた。中津藩の画員片山東籬と助手の佐久間玉江が解剖図を描いた。これは九州2番目の解剖であり、玄水が自ら執刀した。おそらく彼は観察し記録したものを出版するつもりだったと思われる。玄水が「解剖図説」にどのくらいの時間をかけたのか、現存する資料からは知ることができないが、おそらくかなりの時間を要したと考えられる。というのは解剖の2年後、玄水は病気にかかり、藩の御典医の職を数年間辞しているからである。またこの間に藩主昌高が死去している。昌高の跡を継ぎ藩主となった昌服（おくだいら まさもと）のもとで玄水は復職した。玄水の原稿「解剖図説」はこの時期になって仕上げられた可能性が高いと思われる。画員片山東籬が文政7年（1824年）に死去しているため、解剖図を仕上げたのは助手の佐久間玉江である可能性もある。
玄水は昌服に随行し、何度も江戸へ上っている。村上医家史料館の資料は、玄水がこの数年間、西洋医学だけでなく、天文学、地理学、その他の西洋の学問や、伝統的な陰陽五行説、本草学等にも携わっていたことを示している。
玄水は、文政6年（1823年）から長崎に住み、長崎奉行の許しを得て鳴滝塾を開いたフィリップ・フランツ・フォン・シーボルトとも面識があった可能性がきわめて高い。というのはシーボルトは文政9年（1826年）2月、オランダ商館長ヨハン・ウィレム・デ・スチューレルとともに江戸へ発ったが、玄水は一行とともに長崎から小倉まで随行し、小倉から中津へ戻っているからである。また、玄水が3年後に中津の「善地堂」に写した「矢以勃児杜験方録」も彼のシーボルトに対する強い興味を物語っている。
文政10年（1827年） - 11年（1828年）頃、玄水はようやく「解剖図説」の原稿を息子春海が師事していた豊後日出藩の藩儒・帆足万里に送った。蘭語を独修し蘭書を読解する、経験豊富な医学者でもあった52歳の帆足万里（1778年 - 1852年）は、意見と序文を求める玄水の依頼に対し、「もう少し勉強して『序文』に取りかかりたい」と返信している。万里が序文を書き上げたのは、文政12年（1829年）12月のことである。村上医家史料館に伝わる原稿に朱墨で入れられた訂正は、帆足万里によるものである可能性が非常に高いと思われる。
同年、有名なシーボルト事件が起こった。シーボルトは国外追放となり、シーボルトの地図持ち出しに関わった可能性のある者全員が罪に問われた。シーボルトの弟子たちにもさまざまな嫌疑がかけられた。村上医家には、その一人である高野長英が玄水のもとに匿われていたと伝えられている。
文政13年（1830年）10月18日、51歳の玄水は、著名な学者である宇田川玄真（1770年 - 1835年）に助言を求めている。文政13年（1830年）に江戸に滞在していた玄水は、玄真と手紙による接触を試みる。玄水は文政2年（1819年）に行った人体解剖や、自著「天地文体論」に言及し、自分より約10歳年長の玄真による厳しい批評を望んだ。だが、両者は全く出会うことなく、玄水は何らかの理由で予定より早く中津に戻らねばならなくなった。その4年後に宇田川玄真が死去。この間、玄水は玄真に自分の著作に興味を持ってもらうことを断念したようである。
玄水の晩年の10年間の詳細は分かっていない。この時期は福澤諭吉の母が2歳の諭吉を連れて中津へ帰ってきた頃にあたる。天保14年（1843年）6月、中津藩医・大江春塘が58歳で死去。その翌月、天保14年（1843年）7月4日、玄水が63歳で死去し、8代春海が跡目を継いだ。